# 21e Satellite Awards
De uitreiking van de 21e Satellite Awards, waarbij prijzen worden uitgereikt in verschillende categorieën voor film en televisie uit het jaar 2016, vond plaats in Los Angeles op zondag 19 februari 2017.

## Film - nominaties en winnaars
De nominaties werden bekendgemaakt op 29 november 2016. Sommige prijzen werden (beste film, actrice en acteur) werden in twee categorieën uitgereikt (major en independent).

### Beste film
- La La Land (major)
- Manchester by the Sea (independent)
  - Captain Fantastic
  - Fences
  - Hacksaw Ridge
  - Hell or High Water
  - Hidden Figures
  - Jackie
  - Lion
  - Loving
  - Moonlight
  - Nocturnal Animals

### Beste regisseur
- Kenneth Lonergan – Manchester by the Sea
  - Damien Chazelle – La La Land
  - Tom Ford – Nocturnal Animals
  - Mel Gibson – Hacksaw Ridge
  - Barry Jenkins – Moonlight
  - Pablo Larraín – Jackie
  - Denzel Washington – Fences

### Beste actrice
- Ruth Negga – Loving (major)
- Isabelle Huppert – Elle (independent)
  - Amy Adams – Nocturnal Animals
  - Annette Bening – 20th Century Women
  - Taraji P. Henson – Hidden Figures
  - Natalie Portman – Jackie
  - Emma Stone – La La Land
  - Meryl Streep – Florence Foster Jenkins

### Beste acteur
- Andrew Garfield – Hacksaw Ridge (major)
- Viggo Mortensen – Captain Fantastic (independent)
  - Casey Affleck – Manchester by the Sea
  - Joel Edgerton – Loving
  - Joseph Gordon-Levitt – Snowden
  - Ryan Gosling – La La Land
  - Tom Hanks – Sully
  - Denzel Washington – Fences

### Beste actrice in een bijrol
- Naomie Harris – Moonlight
  - Viola Davis – Fences
  - Nicole Kidman – Lion
  - Helen Mirren – Eye in the Sky
  - Octavia Spencer – Hidden Figures
  - Michelle Williams – Manchester by the Sea

### Beste acteur in een bijrol
- Jeff Bridges – Hell or High Water
  - Mahershala Ali – Moonlight
  - Lucas Hedges – Manchester by the Sea
  - Hugh Grant – Florence Foster Jenkins
  - Eddie Murphy – Mr. Church

### Beste niet-Engelstalige film
- Forushande (The Salesman) ( Iran)
  - D'Ardennen ( België)
  - Elle ( Frankrijk)
  - Agasshi (The Handmaiden) ( Zuid-Korea)
  - Hymyilevä mies (The Happiest Day in the Life of Olli Mäki) ( Finland)
  - Julieta ( Spanje)
  - En man som heter Ove (A Man Called Ove) ( Zweden)
  - Ma' Rosa ( Filipijnen)
  - Paradise ( Rusland)
  - Toni Erdmann ( Duitsland)

### Beste geanimeerde of mixed media film
- Ma vie de Courgette
  - Finding Dory
  - The Jungle Book
  - Kubo and the Two Strings
  - Miss Hokusai
  - Moana
  - The Red Turtle
  - Trolls
  - Your Name.
  - Zootopia

### Beste documentaire
- 13th
  - The Beatles: Eight Days a Week
  - The Eagle Huntress
  - Fire at Sea
  - Gleason
  - The Ivory Game
  - Life, Animated
  - O.J.: Made in America
  - Tower
  - Zero Days

### Beste originele script
- Moonlight – Barry Jenkins en Tarell Alvin McCraney
  - Captain Fantastic – Matt Ross
  - Hell or High Water – Taylor Sheridan
  - La La Land – Damien Chazelle
  - The Lobster – Yorgos Lanthimos en Efthymis Filippou
  - Manchester by the Sea – Kenneth Lonergan

### Beste bewerkte script
- Snowden – Oliver Stone en Kieran Fitzgerald
  - Hacksaw Ridge – Andrew Knight en Robert Schenkkan
  - Hidden Figures – Allison Schroeder
  - The Jungle Book – Justin Marks
  - Lion – Luke Davies
  - Sully – Todd Komarnicki

### Beste soundtrack
- La La Land – Justin Hurwitz
  - The BFG – John Williams
  - Hacksaw Ridge – Rupert Gregson-Williams
  - Hidden Figures – Hans Zimmer
  - The Jungle Book – John Debney
  - Manchester by the Sea – Lesley Barber

### Beste filmsong
- "City of Stars" (Justin Hurwitz, Pasek and Paul) – La La Land
  - "Audition" (Justin Hurwitz, Pasek and Paul) – La La Land
  - "Can't Stop the Feeling!" (Max Martin, Shellback en Justin Timberlake) – Trolls
  - "Dancing With Your Shadow" (Burt Bacharach) – Po
  - "I'm Still Here" (Sharon Jones) – Miss Sharon Jones!
  - "Running" (Pharrell Williams) – Hidden Figures

### Beste cinematografie
- The Jungle Book – Bill Pope
  - Billy Lynn's Long Halftime Walk – John Toll
  - Hacksaw Ridge – Simon Duggan
  - The Happiest Day in the Life of Olli Mäki – Jani-Petteri Passi
  - La La Land – Linus Sandgren
  - Moonlight – James Laxton

### Beste visuele effecten
- The Jungle Book
  - The BFG
  - Billy Lynn's Long Halftime Walk
  - Deadpool
  - Doctor Strange
  - Sully

### Beste montage
- Hacksaw Ridge – John Gilbert
  - Billy Lynn's Long Halftime Walk – Tim Squyres
  - The Birth of a Nation – Steven Rosenblum
  - La La Land – Tom Cross
  - Lion – Alexandre de Francheschi
  - Moonlight – Joi McMillon en Nat Sanders

### Beste geluidseffecten
- Hacksaw Ridge
  - 13 Hours: The Secret Soldiers of Benghazi
  - Allied
  - Billy Lynn's Long Halftime Walk
  - The Jungle Book
  - La La Land

### Beste Art Direction
- La La Land – David Wasco
  - Alice Through the Looking Glass – Dan Hennah
  - Allied – Gary Freeman
  - Hacksaw Ridge – Barry Robinson
  - Jackie – Jean Rabasse
  - The Jungle Book – Christophe Glass

### Beste kostuums
- Jackie – Madeline Fontaine
  - Alice Through the Looking Glass – Colleen Atwood
  - Captain Fantastic – Courtney Hoffman
  - Doctor Strange – Alexandra Byrne
  - La La Land – Mary Zophres
  - Love & Friendship – Eimer Ní Mhaoldomhnaigh

### Beste rolbezetting
- Hidden Figures – Taraji P. Henson, Octavia Spencer, Janelle Monáe, Kevin Costner, Kirsten Dunst, Jim Parsons, Glen Powell, Mahershala Ali en Karan Kendrick

## Televisie - nominaties en winnaars

### Beste dramaserie
- The Crown
  - The Affair
  - American Crime
  - The Americans
  - Better Call Saul
  - The Fall
  - Mr. Robot
  - Poldark

### Beste komische of muzikale serie
- Silicon Valley
  - Brooklyn Nine-Nine
  - Lady Dynamite
  - Love
  - Orange Is the New Black
  - Unbreakable Kimmy Schmidt
  - Veep

### Beste miniserie of televisiefilm
- American Crime Story: The People v. O.J. Simpson
  - All the Way
  - And Then There Were None
  - Churchill's Secret
  - Close to the Enemy
  - Confirmation
  - The Dresser
  - Lady Day at Emerson's Bar and Grill
  - The Night Of

### Beste genre-serie
- Outlander
  - Black Mirror
  - Game of Thrones
  - The Man in the High Castle
  - Orphan Black
  - Stranger Things
  - The Walking Dead
  - Westworld

### Beste actrice in een dramaserie
- Evan Rachel Wood – Westworld als Dolores Abernathy
  - Felicity Huffman – American Crime als Leslie Graham
  - Sarah Lancashire – Happy Valley als Sgt. Catherine Cawood
  - Tatiana Maslany – Orphan Black als verschillende personages
  - Winona Ryder – Stranger Things als Joyce Byers
  - Ruth Wilson – The Affair als Alison Lockhart

### Beste acteur in een dramaserie
- Dominic West – The Affair als Noah Solloway
  - Rami Malek – Mr. Robot als Elliot Alderson
  - Bob Odenkirk – Better Call Saul als Jimmy McGill
  - Matthew Rhys – The Americans als Philip Jennings
  - Liev Schreiber – Ray Donovan als Ray Donovan
  - Billy Bob Thornton – Goliath als Billy McBride

### Beste actrice in een komische of muzikale serie
- Taylor Schilling – Orange Is the New Black als Piper Chapman
  - Pamela Adlon – Better Things als Sam Fox
  - Sharon Horgan – Catastrophe als Sharon Morris
  - Ellie Kemper – Unbreakable Kimmy Schmidt als Kimmy Schmidt
  - Tracee Ellis Ross – Black-ish als Dr. Rainbow "Bow" Johnson

### Beste acteur in een komische of muzikale serie
- William H. Macy – Shameless als Frank Gallagher
  - Anthony Anderson – Black-ish als Andre "Dre" Johnson Sr.
  - Rob Delaney – Catastrophe als Rob Norris
  - Will Forte – The Last Man on Earth als Phil Miller
  - Thomas Middleditch – Silicon Valley als Richard Hendricks
  - Jeffrey Tambor – Transparent als Maura Pfefferman

### Beste actrice in een televisiefilm of miniserie
- Sarah Paulson – American Crime Story: The People v. O.J. Simpson als Marcia Clark
  - Lily James – War & Peace als Natasha Rostova
  - Melissa Leo – All the Way als Lady Bird Johnson
  - Audra McDonald – Lady Day at Emerson's Bar and Grill als Billie Holiday
  - Kerry Washington – Confirmation als Anita Hill
  - Emily Watson – The Dresser als Her Ladyship

### Beste acteur in een televisiefilm of miniserie
- Bryan Cranston – All the Way als Lyndon B. Johnson
  - Cuba Gooding jr. – American Crime Story: The People v. O.J. Simpson als O.J. Simpson
  - Tom Hiddleston – The Night Manager als Jonathan Pine
  - Anthony Hopkins – The Dresser als Sir
  - Wendell Pierce – Confirmation als Clarence Thomas
  - Courtney B. Vance – American Crime Story: The People v. O.J. Simpson als Johnnie Cochran

### Beste actrice in een bijrol in een serie, miniserie of televisiefilm
- Olivia Colman – The Night Manager als Angela Burr
- Rhea Seehorn – Better Call Saul als Kim Wexler
  - Lena Headey – Game of Thrones als Cersei Lannister
  - Maggie Siff – Billions als Wendy Rhoades, M.D.
  - Maura Tierney – The Affair als Helen Solloway
  - Alison Wright – The Americans als Martha Hanson

### Beste acteur in een bijrol in een serie, miniserie of televisiefilm
- Ben Mendelsohn – Bloodline als Danny Rayburn
  - Jonathan Banks – Better Call Saul als Mike Ehrmantraut
  - Andre Braugher – Brooklyn Nine-Nine als Captain Ray Holt
  - Jared Harris – The Crown als King George VI
  - Michael Kelly – House of Cards als Doug Stamper
  - Hugh Laurie – The Night Manager als Richard Onslow Roper

### Beste rolbezetting
- Outlander – Caitriona Balfe, Sam Heughan, Tobias Menzies, Lotte Verbeek, Laura Donnelly, Steven Cree, Grant O'Rourke, Gary Lewis, Graham McTavish, Stephen Walters, Simon Callow, Nell Hudson, Dominique Pinon, Stanley Weber, Richard Rankin, Sophie Skelton, Andrew Gower, Rosie Day, Clive Russell en Frances de la Tour

## Special achievement awards
- Mary Pickford Award (for outstanding contribution to the entertainment industry) – Edward James Olmos
- Nikola Tesla Award (for visionary achievement in filmmaking technology) – John Toll
- Auteur Award (for singular vision and unique artistic control over the elements of production) – Tom Ford
- Humanitarian Award (for making a difference in the lives of those in the artistic community and beyond) – Patrick Stewart
- Best First Feature – Rusudan Glurjidze voor House of Others